# Grace Chiang
Grace Chiang (aussi Grace Metzner) était une actrice et une scénariste active dans le cinéma allemand.

## Biographie
Grace Chiang fut l'épouse d'Ernő Metzner.

## Filmographie

### Actrice
- 1928 : Der Unüberwindliche
- 1929 : La Mélodie du monde
- 1930 : Rivalen im Weltrekord
- 1931 : Weib im Dschungel
- 1932 : C'est un amour qui passe (Ein lied, ein kuß, ein mädel) de Géza von Bolváry

### Scénariste
- 1928 : Polizeibericht Überfall